# Itens
Itens is een dorp in de gemeente Súdwest-Fryslân, in de Nederlandse provincie Friesland. Itens ligt tussen Oosterend en Bozum en is een zogenaamd lintdorp aan de Hearedyk. De Hidaardervaart loopt tot aan Itens. In 2023 telde het dorp 225 inwoners.

## Geschiedenis
Het dorp is ontstaan op een terp. Bij het afgraven van de terp is zogenaamd Harpstedter aardewerk is gevonden. Hieruit kan worden afgeleid dat de plaats waarschijnlijk rond het begin van de jaartelling al bewoond is geweest. 
In 1381 werd het dorp vermeld als Ytzinse, in 1453 als Jtense, in 1482 als Itens en in 1500 als toe ytens. De plaatsnaam zou verwijzen naar de persoonsnaam It(s)e.
Voor de gemeentelijke herindeling in 1984 behoorde Itens tot de toenmalige gemeente Hennaarderadeel en van 1984 tot 2018 behoorde het dorp tot de toenmalige gemeente Littenseradeel.

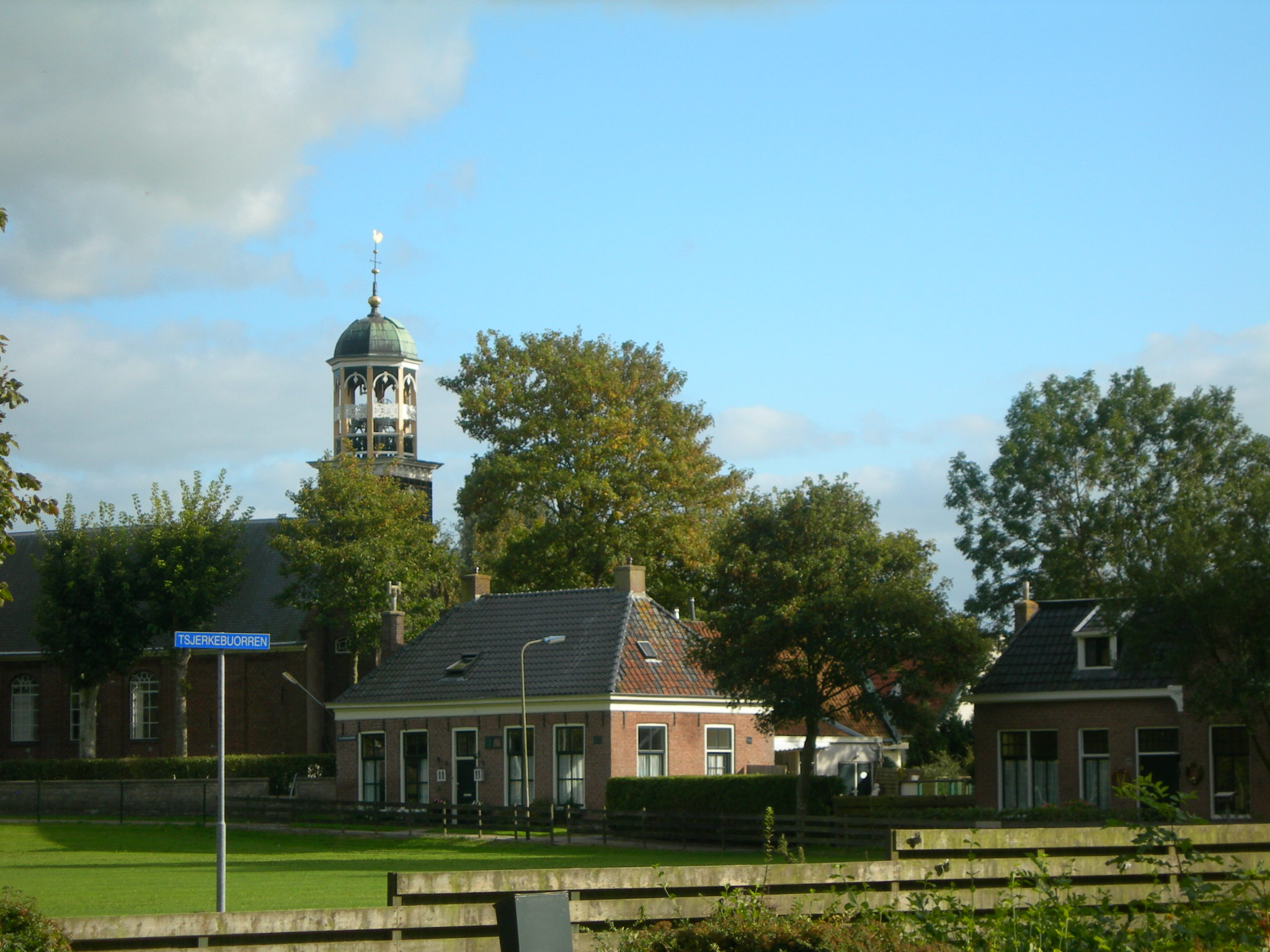
Zicht op de Martinikerk

## Kerk
De kerk van het dorp, de Martinikerk dateert uit 1806. De zaalkerk heeft een driezijdig gesloten koor en is waarschijnlijk van opvolger van een oude kerk. De klok in de half ingebouwde toren uit 1842 dateert uit 1312 en de preekstoel dateert uit de 17e eeuw.

## Molen

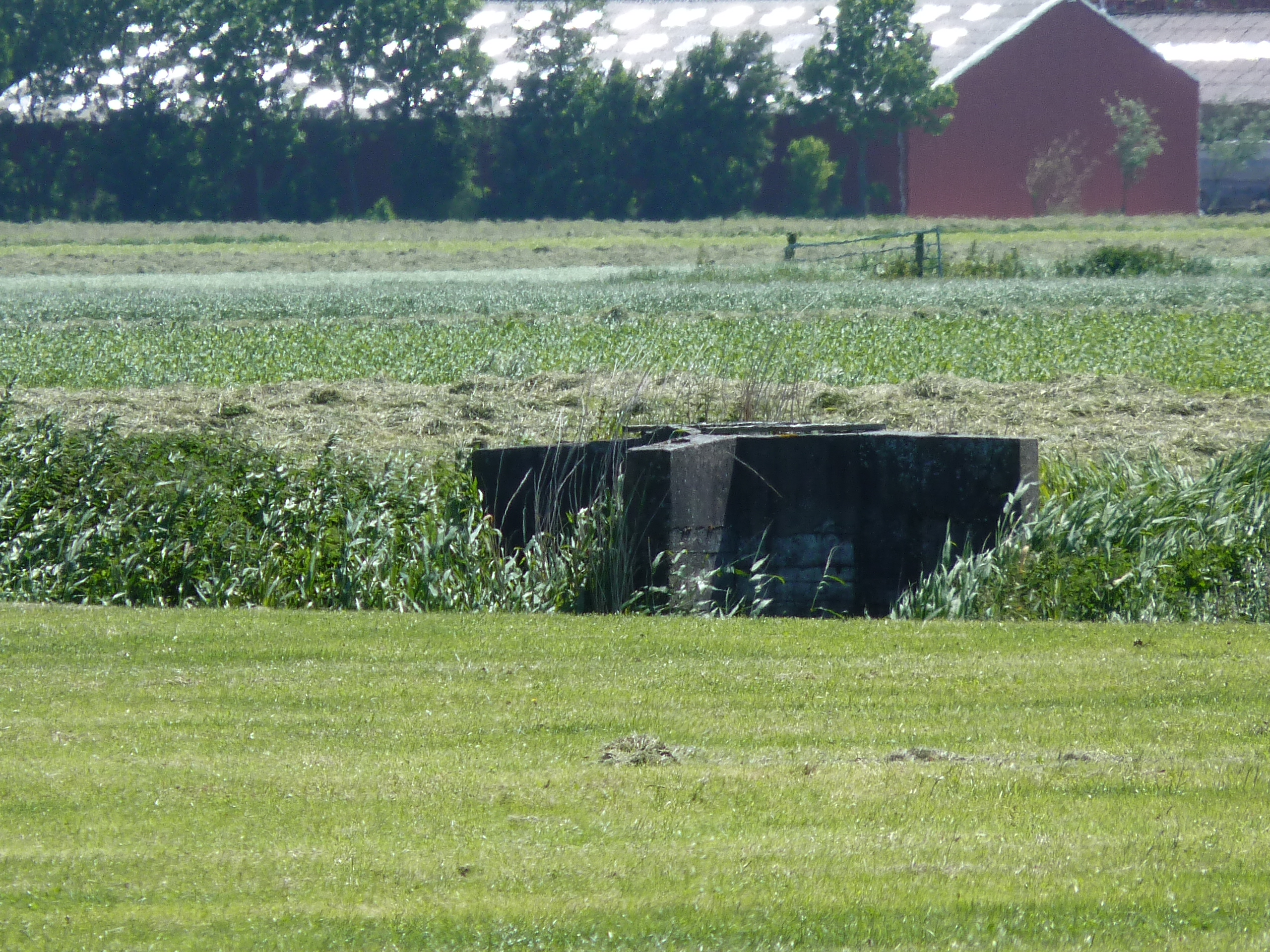
Voet van de Windmotor Polder Bruinsma

Even ten noorden van het dorp staat de Windmotor Pieter Gerritspolder, een uit het begin van de jaren dertig daterende Amerikaanse windmotor.
Van de andere windmotor, de Windmotor Polder Bruinsma is alleen nog de voet over. Toch is het restant een rijksmonument.

## Sport
De kaatsvereniging van het dorp, de Itens e.o. bedient zoals de naam aangeeft ook de omliggende dorpen.

## Cultuur
In dorp staat het dorpshuis De Lytse Fjouwere en bedient naast Itens de dorpen Rien, Hennaard en Lutkewierum. Het dorpshuis huisvest de gezamenlijke verenigingen Filmclub de Fjouwerdoarpen en de toneelvereniging uit Rien. De dorpen brengen gezamenlijk een dorpskrant uit.

## Onderwijs
Het dorp beschikt over een basisschool SBS De Romte. Leerlingen komen naast Itens uit Rien, Hennaard en Lutkewierum.

## Geboren in Itens
- Johannes Haantjes (1909-1956), wiskundige